# Бутов, Фёдор Михайлович
Фёдор Миха́йлович Бу́тов (1904 — 1977) — советский хозяйственный, государственный и политический деятель.

## Биография
Родился в 1904 году. Член ВКП(б) с 1926 года.
С 1935 года — на хозяйственной, общественной и политической работе. В 1935—1957 гг. — заместитель заведующего Отделом руководящих партийных органов ЦК ВКП(б), заместитель начальника Управления кадров ЦК ВКП(б), председатель Бюро ЦК ВКП(б) по Молдавии, директор Московского юридического института, заместитель прокурора РСФСР.
Избирался депутатом Верховного Совета СССР 2-го созыва.
Умер в 1977 году.